# Непоциан (магистр армии)
Непоциан (лат. Nepotianus; умер в 465) — комит и главнокомандующий войсками (comes et magister utriusque militiae) Западной Римской империи и военный губернатор Испании.
Непоциан был мужем сестры могущественного правителя Далмации по имени Марцеллин, и в 457—461 годах представлял интересы последнего при западном императоре Майориане. Учитывая его родство, император сначала возвел его в ранг comes, а потом назначил на высший военный пост  magister utriusque militiae (магистр обеих армий), номинально уравнявший его с всесильным полководцем Рицимером.
В конце 458 года Непоциан участвовал в организованном императором походе в Галлию. Его упоминает галло-римский поэт Сидоний Аполлинарий в своем «Панегирике Майориану», хотя и не называет по имени. В начале 459 года Непоциан, вероятно, помог главнокомандующему в Галлии Эгидию разбить вестготов в окрестностях города Арелат (Арль), вскоре после чего между Империей и этим народом установился «прочнейший мир» и союз. В 460 году во главе союзной римско-готской армии был послан в Испанию, где делил руководство с вестготом комитом Суниэрихом В их задачу входили действия против свевов, которые опустошали Галисию и Лузитанию. Летом 460 года Непоциан и Суниэрих разгромили свевское ополчение у  Луки Августы  (Луго). Осенью Суниэрих захватил  город Скаллабис  в Лузитании (Сантарен).
Непоциан оставался в Испании и в следующем году. Однако после падения императора Майориана он был свергнут готами (возможно, потому, что не признал новое римское правительство) и заменен на некоего Арбория.
Непоциан часто упоминается вместе с владетелем Далмации Марцеллином и правителем северной Галлии Эгидием. Тем не менее, ему не удалось создать в Испании нечто подобное тому, что удалось Марцеллину и Эгидию. Нам даже не известно, оставался ли он верен новым римским властям или объявил о своей независимости. В последнем случае его владение оказалось крайне эфемерным: оно просуществовало очень недолго.
Известно, что у Непоциана остался сын, Юлий Непот, впоследствии предпоследний римский император.